# Bombylius flaviplosus
Bombylius flaviplosus är en tvåvingeart som beskrevs av Cole 1923. Bombylius flaviplosus ingår i släktet Bombylius och familjen svävflugor. Inga underarter finns listade i Catalogue of Life.